# Lionel Fleury
Lionel Fleury, né le 17 janvier 1946, ex-président de l'AFP, a été élu le 18 mars 2008 directeur de l'École de journalisme et de communication de Marseille. Il enseigne actuellement à Sciences Po Aix-en-Provence pour les élèves du master 1 information-communication.

## Parcours
Docteur en géophysique, il enseigne comme assistant puis maître assistant de physique à l'Université de Picardie, à Amiens, à partir de 1967, puis travaille, comme ingénieur au Centre national d'études des télécommunications.
Il intègre ensuite l'ENA (promotion Michel de l’Hospital), dont il sort administrateur civil, en poste au ministère de l’Éducation en juin 1979, puis à la direction générale des télécommunications comme adjoint au chef du projet Télécom 1 à la direction des affaires industrielles internationales le mois suivant. En septembre 1980, il entre à la société France Câbles et Radio comme directeur commercial du programme Télécom 1. 
Directeur général adjoint de l'AFP entre 1990 et 1993, il est nommé président de l'agence de presse en février 1993. Il poursuit alors la politique de développement international et de maîtrise des coûts souhaitée par son équipier et prédécesseur Claude Moisy.
En janvier 1996, il est écarté par le gouvernement et les administrateurs représentant la presse nationale, qui installent à la tête de l'AFP l'un des leurs, Jean Miot, Homme de réseaux, aussi bien médiatiques que politiques, et jusque-là administrateur du groupe Hersant.
Il est ensuite chargé de mission chez Alcatel, 1998 à 2000, puis directeur des systèmes d'information du Groupe Hachette Filipacchi Médias, 2000 à 2003.